# Valea Nucetului, Prahova
Valea Nucetului este o localitate componentă a orașului Urlați din județul Prahova, Muntenia, România.